# Уоллес, Бен (политик)
Роберт Бен Лобан Уоллес (англ. Robert Ben Lobban Wallace; род. 15 мая 1970, Фарнборо, Большой Лондон) — британский политический и государственный деятель. Бывший Министр обороны Великобритании с 2019 по 2023 год. В период с 2016 по 2019 год занимал пост младшего министра безопасности. Член Консервативной партии Великобритании, депутат Палаты общин с 2010 года. До 2005 года служил в армии, воинское звание — капитан. 31 августа 2023 года подал в отставку с поста Министра обороны Великобритании.

## Биография

### Детство и юность
Роберт Бен Лоббан Уоллес родился 15 мая 1970 года в Фарнборо (Кент). Окончил школу Миллфилд в Сомерсете. После школы Уоллес работал инструктором по лыжам в Австрийской национальной лыжной школе в деревне Альпбах в Австрии.

### Военная и бизнес-карьера
В 19 лет Уоллес поступил в Королевскую военную академию в Сандхерсте, затем поступил на службу в Шотландскую гвардию. За свою восьмилетнюю карьеру в армии до 1998 года он служил в Северной Ирландии, Германии, на Кипре и в Центральной Америке. С 2003 по 2005 год был директором по связям за рубежом компании QinetiQ.

## Политическая карьера
В 1999 году стал членом Шотландской ассамблеи (парламента Шотландии) от Северо-Восточной Шотландии от партии консерваторов. Затем пытался попасть в британский парламент от Вестминстерского округа в Англии. Уоллес был теневым официальным представителем шотландских консерваторов по здравоохранению. В 2005 году Уоллес выиграл выборы в округе Ланкастер и Уайр став членом британского парламента. Избирался также и дальше от другого округа. С 2005 по 2010 год был членом комитета парламента по делам Шотландии. С 2006 по 2010 год был теневым парламентским организатором в парламенте по делам Шотландии. В 2008 году Уоллес столкнулся с критикой своих расходов. После переизбрания в парламент работал личным помощником Кена Кларка. В 2012 году занимал должность лорд-комиссара казначейства. После отставки Кларка стал вновь рядовым депутатом. В 2015 году был назначен заместителем министра по делам Северной Ирландии. После референдума о выходе Британии из ЕС Терезой Мэй был назначен заместителем министра внутренних дел. В 2017 году в служебные обязанности ему добавили кураторство сферы экономических преступлений. Уоллес поддерживал членство Британии в ЕС до референдума 2016 года. 24 июля 2019 года премьер-министр Борис Джонсон назначил Уоллеса министром обороны Великобритании.
В 2022 году в ходе телефонного разговора с пранкерами Лексусом и Вованом, представившимися премьер-министром Украины Денисом Шмыгалем, Уоллес заявил, что Великобритания поддерживала стремление Украины вступить в НАТО и поставляла ей вооружение (в том числе и ПТУР типа NLAW).
В июле 2023 года Уоллес заявил в интервью The Times, что осенью покинет пост министра обороны, не будет баллотироваться в парламент и вообще уйдёт из политики. Это произошло вскоре после того, как НАТО отвергло его кандидатуру на пост генерального секретаря, предпочтя продлить полномочия Столтенберга. 31 августа 2023 года подал в отставку с поста Министра обороны Великобритании.

## Взгляды
Выступая 9 мая 2022 года, Уоллес сказал в связи с празднованием Победы в Москве:
Путин, его ближайшее окружение и генералы теперь как в зеркале отражают фашизм и тиранию 70-летней давности, повторяя ошибки тоталитарных режимов прошлого века.
Он сказал, что действия российской армии на Украине позорят участников Второй мировой войны, и призвал предать российских генералов военному трибуналу за их действия во время вторжения России в Украину. Уоллес отметил нападения на мирных жителей, женщин и детей и случаи сексуального насилия. По его словам, профессиональные военные «должны быть потрясены» поведением российской армии. Уоллес также обвинил Владимира Путина в том, что он «разорвал в клочья как прошлое России, так и её будущее».
Выступая на саммите НАТО в Вильнюсе 11 июля 2023 года, Уоллес в ответ на раздражение украинского президента Владмира Зеленского на отсутствие формального приглашения Украине вступить в НАТО заметил, что украинская сторона должна быть более благодарной за помощь со стороны стран НАТО, и западные союзники не являются подобием онлайн-магазина Amazon для приобретения произвольного списка вооружений. Его слова вызвали скандал, из-за чего премьер-министру Великобритании Риши Сунаку пришлось выступить с отдельным заявлением.

1 октября 2023 года, уже находясь в отставке, призвал Зеленского усилить мобилизацию в Украине. 
«Я понимаю желание президента Зеленского сохранить молодёжь для будущего, но факт в том, что Россия тайком мобилизует всю страну.»
 Уоллес также призвал партнёров Украины отправить ВСУ больше боеприпасов, Storm Shadow, а также дальнобойные ракеты ATACMS.

## Личная жизнь
В 2001 году женился на Лизе Кук. Они имеют 3 детей. Проживают в Лондоне и недалеко от Ланкастера.